# Armin Laschet
Armin Laschet (n. 18 februarie 1961, Aachen, RFG) este un om politic german.

## Biografie
Este președinte al CDU din 22 ianuarie 2021. 2017-2021 a fost președintele landului Renania de Nord-Westfalia. La alegerile federale germane din anul 2021 a fost candidatul Uniunii CDU/CSU la funcția de cancelar după ce Angela Merkel a anunțat că nu va mai candida. El a demisionat din conducerea partidului pe 7 octombrie, după ce partidul său a fost învins la alegerile federale. Succesorul său la conducerea CDU este Friedrich Merz, în funcție din 22 ianuarie 2022.